# Vadurile
Vadurile – wieś w Rumunii, w okręgu Vaslui, w gminie Iana. W 2011 roku liczyła 312 mieszkańców.